# Holarctique
 (août 2024).

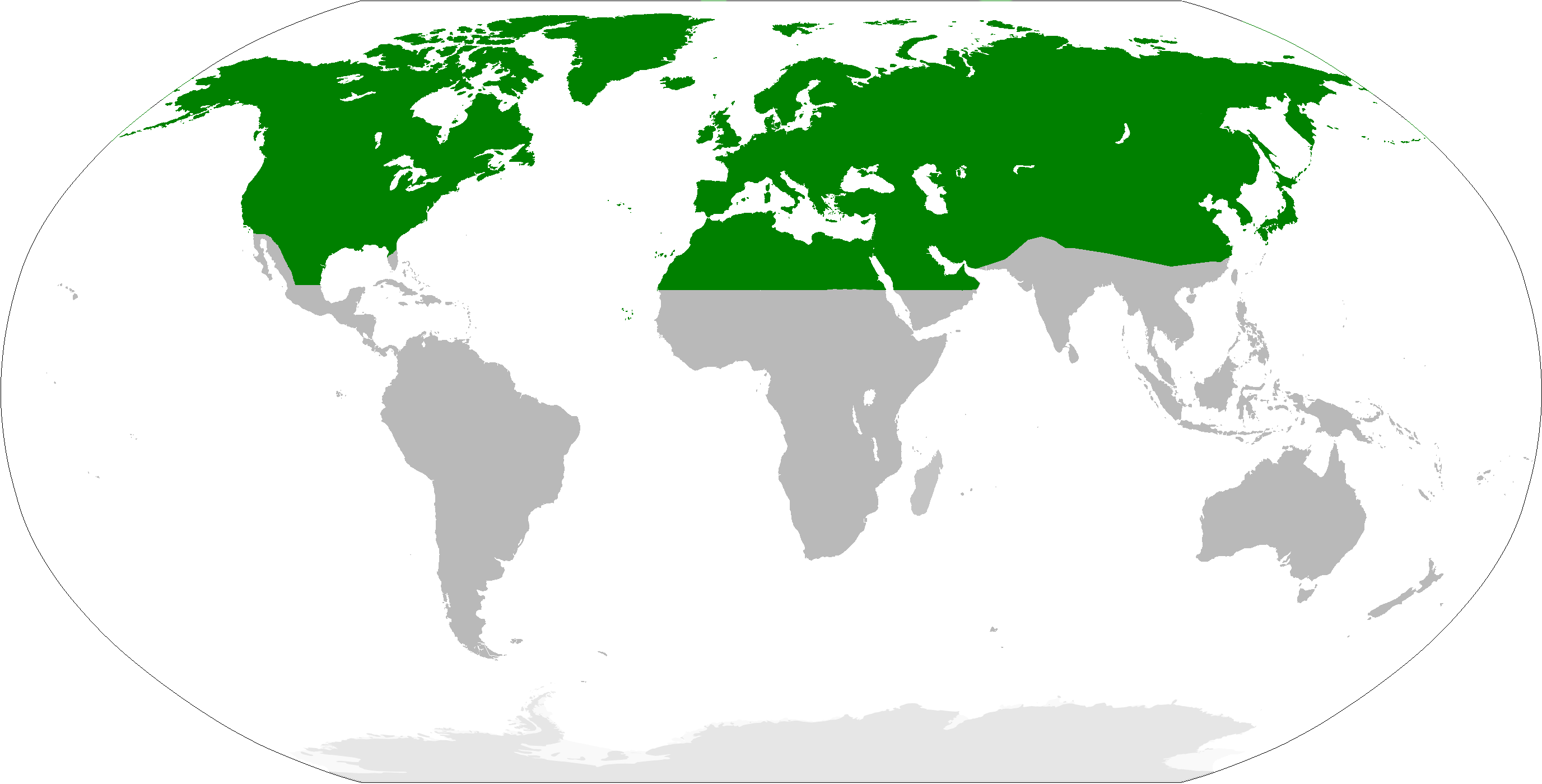
Carte de la zone holarctique

Holarctique est un terme utilisé en biogéographie regroupant les régions des écozones néarctiques et paléarctiques, à savoir l'Amérique du Nord, l'Afrique au nord du massif de l'Atlas et l'Eurasie au nord de l'Himalaya. Il s'agit des régions terrestres au nord du tropique du Cancer.
Le terme signifie « tout l'hémisphère nord » (entendu sans la zone tropicale), de « hol- », tout, entier, et « arctique », de l'hémisphère nord (de arctos, ours en grec, donc la région des « Ourses » (les constellations de la Petite et de la Grande Ourse, la Petite indiquant le Nord céleste)). Holarctique est donc la somme du paléarctique (ou « arctique de l'ancien monde », de « paléo- », ancien), c'est-à-dire l'Eurasie, et du néarctique, soit l'arctique du « Nouveau Monde » (de néo-, nouveau), c'est-à-dire du continent américain. 
Une espèce animale ou végétale est dite holarctique lorsqu'elle vit dans ces régions.